# Francesco I Ordelaffi
Francesco I Ordelaffi, (né vers 1300 - mort en 1332) - connu également sous le nom de Cecco I - est un noble italien qui vécut au XIVe siècle, il appartient à la famille des Ordelaffi de la ville de Forlì, en Émilie-Romagne.

## Biographie
Fils de Teobaldo Ordelaffi, il est le frère de Scarpetta Ordelaffi à qui il succéda comme seigneur de Forlì jusqu’à son éviction de la ville par les armées papales en 1331.
Il consolida la domination de la famille Ordelaffi sur la ville de Forlì, en s’appuyant sur les Gibelins dont il devint un des chefs.
Selon diverses sources, il reçut Dante Alighieri en 1316 à Forlì lors de son troisième séjour  dans cette ville, après ses précédents séjours en 1302-1303 et en 1310-1311.
En 1323, il soutint Guido Tarlati seigneur d’Arezzo  dans sa conquête de la ville de Città di Castello.

À cette époque les Ordelaffi avec leur ville de Forlì  et les Tarlati avec leur ville d'Arezzo faisaient  partie de la ligue gibeline tout comme les villes d’Osimo, de Cagli, d’Urbino, de San Marino et les comtes de  Montefeltro, de Ghiaggiolo et de Faggiolani.
 
À l'opposé, la ligue guelfe comprenait les  Malatesta de Rimini et les villes de Cesena, de Faenza, de Fossombrone et de Pesaro.